# Captain Alvarez
Captain Alvarez è un film muto del 1914 diretto da Rollin S. Sturgeon.
Il soggetto si basa sul lavoro teatrale Captain Alvarez di Paul Gilmore.

## Trama
Mentre si trova in Argentina per seguire gli affari di suo zio, Robert Wainwright si innamora di Bonita, la figlia del Ministro degli Esteri. La giovane, però, è una rivoluzionaria che combatte la dittatura del presidente Rosas e che converte anche l'innamorato alla causa. Sotto il nome di Alvarez, Robert fa da collegamento tra il generale ribelle Urguiza e don Arana, il ministro padre di Bonita, anche lui segreto simpatizzante dei rivoltosi. Robert, però, viene catturato, tradito da Tirzo che chiede come condizione alla sua libertà la mano di Bonita. Wainwright riuscirà a fuggire e dopo altre avventure e la caduta del crudele Rosas, alla fine si riunirà alla sua Bonita.

## Produzione
Il film fu prodotto dalla Vitagraph Company of America. Venne girato a Santa Monica.

## Distribuzione
Distribuito dalla General Film Company, il film uscì nelle sale cinematografiche statunitensi il 18 maggio 1914. La Greater Vitagraph (V-L-S-E) ne curò una riedizione che fu distribuita sul mercato americano il 9 aprile 1917.
Non si conoscono copie ancora esistenti della pellicola che viene considerata presumibilmente perduta.